# Kearny megye
Kearny megye az Amerikai Egyesült Államokban, azon belül Kansas államban található. Megyeszékhelye és legnagyobb városa Lakin. Lakosainak száma 3983 fő (2020. április 1.). Kearny megye Wichita, Grant, Scott, Finney, Haskell, Stanton és Hamilton megyékkel határos.

## Népesség
A megye népességének változása:
| Lakosok száma | 3989 | 3959 | 3969 | 3923 | 3956 | 3983 |
|               | 2010 | 2011 | 2012 | 2013 | 2015 | 2020 |